# Billboard
Billboard («Биллборд» или «Билборд») — еженедельный американский журнал, посвящённый музыкальной индустрии. Он охватывает практически все аспекты этого бизнеса, в том числе еженедельные новости, авторские статьи, продажи аудио- и видеоносителей, интернет-загрузки и так далее, однако наиболее известен своими хит-парадами. Самые важные из них — Billboard Hot 100, содержащий лучшие 100 песен вне зависимости от жанра и часто используемый для ранжирования по популярности песен в США, и Billboard 200 — хит-парад по продажам альбомов.
По результатам ежегодных продаж журнал присуждает награды Billboard Music Awards.
В конце 1990-х годов журнал «Billboard» был назван «библией» звукозаписывающей индустрии, а мнение «Billboard» считается «золотым стандартом», его называют самым объективным и авторитетным среди ему подобных.

## История
Первый выпуск «Billboard» был опубликован 1 ноября 1894 года Уильямом Дональдсоном (William Donaldson) и Джеймсом Хеннеганом (James Hennegan) в Цинциннати (штат Огайо). Первоначально он охватывал рекламную отрасль и индустрию расклейки объявлений (англ. bill posting) и назывался Billboard Advertising. Некоторые источники называют его The Billboard Advertiser. В то время рекламные щиты (billboards), плакаты (posters) и бумажные рекламные объявления, размещённые в общественных местах, были основным средством рекламы. Дональдсон занимался редакцией и рекламой, в то время как Хеннеган, владевший Hennegan Printing Co., управлял изданием журнала. Первые выпуски составляли всего восемь страниц. В этом издании были такие колонки, как «Сплетня из зала заседаний» («The Bill Room Gossip») и «Неутомимая индустрия плакатного бизнеса» («The Indefatigable and Tireless Industry of the Bill Poster»).
В 1896 году был создан отдел сельскохозяйственных ярмарок. Название журнала было изменено на The Billboard в 1897 году.
Первоначально журнал был посвящён индустрии развлечений в целом. Секция цирковой информации появилась в 1900 году и в том же году он стал еженедельным, в 1901 году стали заметными театральные публикации. «Billboard» начал освещать киноиндустрию в 1907 году, когда появилась отдельная секция о кино, но в конечном итоге сосредоточился на музыке из-за конкуренции с журналом Variety. Billboard создал свою радиовещательную станцию в 1920-х годах.
В 1943 году в нём было около 100 сотрудников. Отделения журнала переехали в Брайтон (штат Огайо) в 1946 году, затем в Нью-Йорк в 1948 году.
Пятиколоночный таблоидный формат был принят в ноябре 1950 года, а мелованная бумага была впервые использована в печатных изданиях «Billboard» в январе 1963 года, что позволило делать фотожурналистику.
Billboard Publications Inc. приобрела ежемесячный журнал торговли для продавцов конфет и сигаретных машин под названием «Vend», а в 1950-х годах приобрела рекламную торговое издание под названием «Tide». К 1969 году Billboard Publications Inc. владела одиннадцатью торговыми и потребительскими журналами, издательством Guptill Publications и четырьмя телевизионными франшизами. В том же году она также приобрела «Photo Weekly».
В январе 1961 году «Billboard» был переименован в Billboard Music Week, чтобы подчеркнуть его новый эксклюзивный интерес к музыке.
Веб-сайт Billboard.com был запущен в 1995 году.
Кит Гирард заменил Уайта ещё до того, как его уволили в мае 2004 года. Он и женщина-работница подали иск в размере 29 миллионов долларов, в котором утверждается, что «Billboard» уволил их несправедливо с намерением нанести ущерб их репутации.
В 2000-х годах экономический спад в музыкальной индустрии резко сократил число читателей и рекламу от традиционной аудитории «Billboard».
Практика ежедневной публикации хит-парадов была введена в 1936 году; в настоящее время их число составляет несколько десятков. Хит-парады составляются по музыкальным жанрам и другим критериям. По результатам ежегодных продаж журнал присуждает награды Billboard Music Awards, отражающие (в отличие от премии «Грэмми») не мнения критиков, а популярность того или иного исполнителя в США. В значительной степени «Billboard» ориентирован на профессионалов, таких, как управляющие лейблов звукозаписи, продюсеры и диджеи.

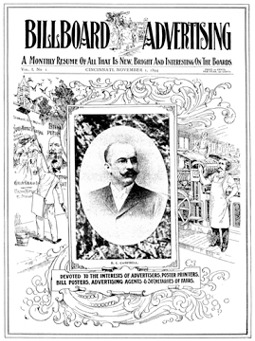
Первый номер 1894 года.
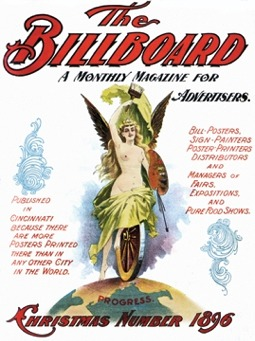
1896 год.
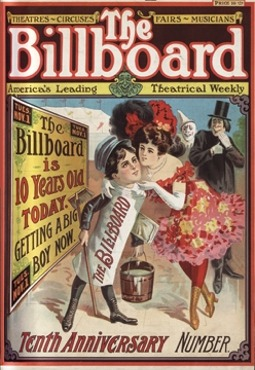
1904 год.
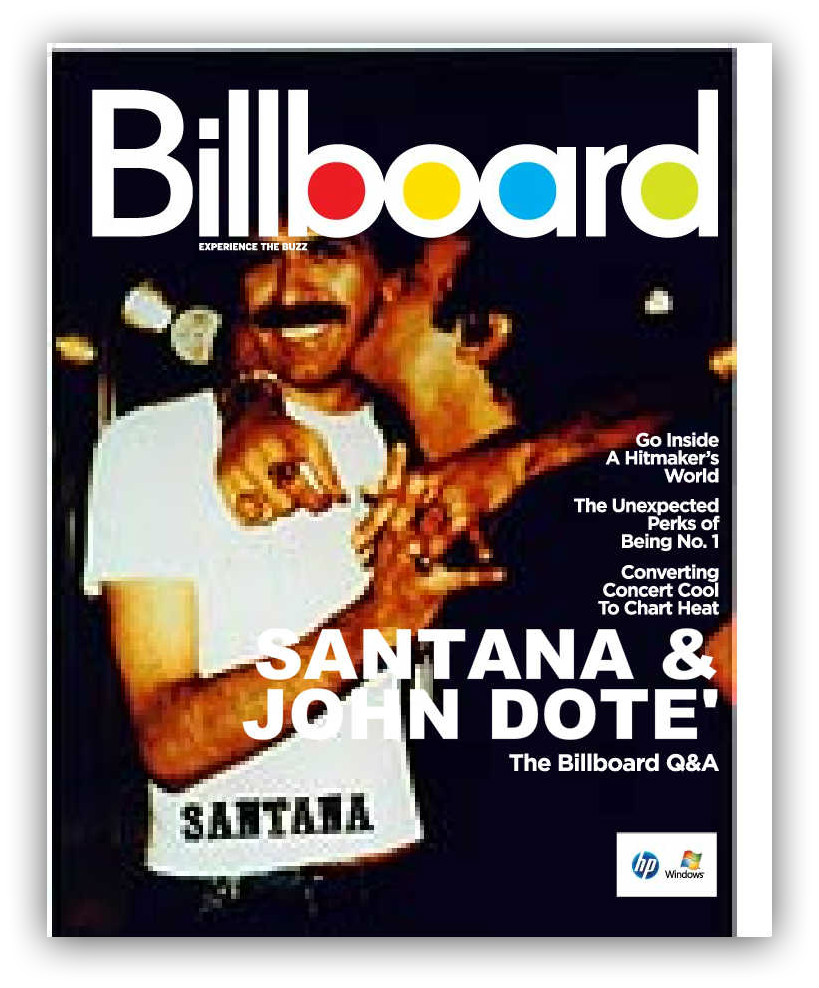

## Собственники журнала
«Billboard» боролся за своё существование после того, как его основатель Уильям Дональдсон умер в 1925 году, и в течение трёх лет снова пришёл к банкротству. Зять Дональдсона Роджер Литтфорд пришёл к руководству в 1928 году и «вернул журнал к жизни». Его сыновья, Билл и Роджер, стали соиздателями в 1946 году и унаследовали издание в конце 1970-х годов после смерти Роджера Литтфорда. Они продали его частным инвесторам в 1985 году, по оценкам, за сумму около 40 млн долларов. Инвесторы сократили расходы и приобрели издание для бродвейской театральной индустрии под названием Backstage.
В 1987 году «Billboard» снова был продан компании Affiliated Publications за 100 млн долларов. Billboard Publications Inc. стала дочерней компанией Affiliated Publications под названием BPI Communications. И уже как BPI Communications, он приобрёл The Hollywood Reporter, Adweek, Marketing Week и Mediaweek. Также была приобретёна компания Broadcast Data Systems, которая является высокотехнологичной фирмой для отслеживания музыкального эфирного времени. Частные инвесторы из Boston Ventures и руководители BPI повторно приобрели две трети акций Billboard Publications за 100 миллионов долларов.
В 1993 году было создано подразделение Billboard Music Group для музыкальных публикаций.
В 1994 году Billboard Publications была продана голландскому медиаконгломерату Verenigde Nederlandse Uitgeverijen (VNU) за 220 млн долларов.
VNU приобрела Clio Awards (реклама) и National Research Group в 1997 году, а также Editor & Publisher в 1999 году.
В июле 2000 года он заплатил 650 миллионов долларов издателю Miller Freeman. BPI был объединён с другими подразделениями в VNU в 2000 году, чтобы сформировать Bill Communications Inc.
В 2003 году генеральный директор Джеральд Хоббс вышел в отставку, а у VNU был большой объём задолженности от приобретений.
Попытка приобретения IMS Health в 2005 году за 7 миллиардов долларов вызвала протесты акционеров, которые приостановили сделку. В итоге было достигнуто соглашение на предложение о поглощении в размере 11 млрд долларов от инвесторов в 2006 году.
Конгломерат VNU сменил своё имя на Nielsen в 2007 году, являющееся названием компании, которую он приобрёл за 2,5 млрд долларов в 1999 году.
Nielsen владел журналом Billboard до 2009 года, когда он был одним из восьми изданий, проданных холдингу e5 Global Media Holdings. E5 была создана инвестиционными компаниями Pluribus Capital Management и Guggenheim Partners для целей приобретения. В следующем году новая материнская компания была переименована в Prometheus Global Media. Три года спустя Guggenheim Partners приобрели долю Pluribus в Prometheus и стали единственным владельцем Billboard.
В декабре 2015 году компания Guggenheim Digital Media выделила несколько медиабрендов, в том числе The Hollywood Reporter, Billboard, Adweek и Media Bistro, в управление своему исполнительному директору Тодду Бэлли. Эти активы работают в рамках группы Hollywood Reporter-Billboard Media Group (THRB), являющейся подразделением холдинговой компании Eldridge Industries. Фирма Eldridge была основана в 2015 году.
В декабре 2016 года медиагруппа Billboard-Hollywood Reporter приобрела музыкальные издания Spin, Stereogum и Vibe у SpinMedia за нераскрытую сумму.
В феврале 2018 года холдинг Eldridge объявил, что объединит три своих развлекательных объекта в новую компанию Valence Media. Она включала Media Rights Capital (MRC), независимую кино- и телепроизводственную компанию; Dick Clark Productions (dcp), продюсирующая церемонии награждения Golden Globe Awards, American Music Awards, Academy of Country Music Awards и Billboard Music Awards; и медиагруппа Billboard-Hollywood Reporter, в которую входят отраслевые издания The Hollywood Reporter и Billboard
23 сентября 2020 года было объявлено, что Penske Media Corporation возьмёт на себя управление изданиями MRC Media & Info в рамках совместного предприятия с MRC, известного как PMRC. Совместное предприятие включает в себя управление изданием Billboard.
В январе 2023 года Billboard — независимая компания, принадлежащая PME Holdings, дочерней компании PME TopCo (совместному предприятию Penske Media Corporation и Eldridge Industries).

## Новости и рубрики
«Billboard» публикует новостной сайт и еженедельный журнал, посвящённые музыке, видео и домашним развлечениям; большинство статей написаны штатными авторами, в то время как некоторые из них написаны отраслевыми экспертами.
Он охватывает новости, сплетни, мнения и обзоры музыки, но его «самым длительным и влиятельным творением» являются хит-парады Billboard charts. Эти хит-парады отслеживают продажи музыки, радио эфирное время и другие данные о самых популярных песнях и альбомах.
Хит-парад самых продаваемых песен Billboard Hot 100 был впервые опубликован в 1955 году.
Хит-парад Billboard 200, который отслеживает самые продаваемые альбомы, стал наиболее популярным показателем коммерческого успеха.
«Billboard» также публикует книги в сотрудничестве с Watson-Guptill и радио- и телесериалами под названием American Top Forty (Американские хит-40), основанные на хит-парадах Billboard.
Ежедневный бюллетень Billboard Bulletin был представлен в феврале 1997 года, а «Billboard» ежегодно проводит около 20 отраслевых мероприятий.
«Billboard» считается одним из самых авторитетных источников новостей музыкальной индустрии. Он имеет тираж в 17 тыс. экземпляров и онлайн-аудиторией в 1,2 миллиона уникальных ежемесячных просмотров. Веб-сайт включает в себя хит-парады «Billboard», новости, разделённые по музыкальным жанрам, видеороликами и отдельным сайтом. Он также компилирует различные списки, размещает веб-сайт моды под названием Pret-a-Reporter и публикует восемь различных информационных бюллетеней. Регулярные разделы журнала печати:
- Hot 100: Хит-парад 100 наиболее популярных песен недели;
- Topline: Новости недели;
- The Beat: Интервью с хитмейкерами, сплетни и тенденции в музыкальной индустрии;
- Style: Мода и аксессуары;
- Features: Подробные интервью, профили и фотографии;
- Reviews: Обзоры новых альбомов и песен;
- Backstage pass: информация о событиях и концертах;
- Charts and CODA: дополнительная информация о текущих и архивных хит-парадах Billboard Charts;
- Billboard K-Town: колонка, посвящённая k-pop-музыке.

## Русское издание
Русская версия журнала поступила в продажу в апреле 2007 года.
12 января 2010 года было объявлено о приостановке выпуска русской версии журнала. Среди причин — «неустойчивое положение звукозаписывающей индустрии как в мире в целом, так и в России»; всего с 2007 года в свет вышел 31-й номер русского «Billboard». 

26 мая 2010 года издание журнала в России возобновляется и выходит июньский выпуск «Billboard»; на его обложке — пластилиновые Боно, Бритни, Мадонна и Симмонс на куче золота.

## Российские исполнители в хит-парадах
| Дата            | Хит-парад и высшая позиция | Исполнитель                       |
| --------------- | --- | --------------------------------- |
| 19 августа 1989 | Modern Rock Tracks (№ 7), Billboard 200 (№ 198), Mainstream Rock Tracks (№ 44)                                                                      | БГ                                |
| 19 мая 1990     | Hot 100 (№ 81), Billboard 200 (№ 80), Mainstream Rock Tracks (№ 41)                                                                                 | Gorky Park                        |
| 27 апреля 2002  | Dance/Club Play Songs (№ 26) | PPK                               |
| 15 марта 2003   | Hot 100 (№ 20), Billboard 200 (№ 13), Pop Songs (№ 8), Dance/Club Play Songs (№ 1), Latin Pop Songs (№ 34), European Hot 100 (№ 6), European Albums | t.A.T.u.                          |
| 28 мая 2011     | Uncharted (№ 8), Next Big Sound (№ 4) | Neoclubber                        |
| 28 апреля 2012  | Dance/Club Play Songs (№ 1) — 8 недель в хит-параде                                                                                                 | Лена Катина при участии Дейва Оде |
| 27 марта 2014   | Dance/Club Play Songs (№ 31) — 6 недель в хит-параде                                                                                                | Лена Катина при участии Дейва Оде |